# 加布里埃拉·達勒漫
加布里埃拉·達勒漫（英語：Gabrielle Daleman，1998年1月13日—）是一位加拿大女子花樣滑冰選手。

## 个人生活
達勒漫生于加拿大多伦多，她的弟弟Zack同样也是一名花样滑冰运动员。她曾就读于Pickering College。

## 外部連結
维基共享资源上的相關多媒體資源：加布里埃拉·達勒漫
- 加布里埃拉·達勒漫在国际滑冰联盟的页面